# Marie Wille
Marie Wille (geborene Rohrbach, verwitwete Reiß, * 23. Juni 1831 in Hannover; † 19. April 1904 ebenda) war eine deutsche Stifterin.

## Leben
Im Königreich Hannover geboren, heiratete Marie Rohrbach am 8. Januar 1852 den Hotelbesitzer Carl Martin Reiß. Nach dessen Tod heiratete sie ein zweites Mal, diesmal den Kaufmann Heinrich Wille in Hannover.
Marie Wille übertrug die Hälfte ihres Vermögens als „Eheleute Wille'sche Stiftung“ der Stiftung „Feierabend“, die wiederum mit dem Stift zum Heiligen Geist verbunden war.

## Ehrungen
- Die 1907 angelegte Willestraße im hannoverschen Stadtteil Bult wurde nach der „Witwe Wille“ benannt.[2]